# Runaway Hills
Runaway Hills är en kulle i Antarktis. Den ligger i Östantarktis. Nya Zeeland gör anspråk på området. Toppen på Runaway Hills är 2 258 meter över havet.
Terrängen runt Runaway Hills är kuperad åt sydost, men åt nordväst är den platt. Trakten är obefolkad. Det finns inga samhällen i närheten.